# Stary Ratusz w Szombierkach
Stary Ratusz w Szombierkach – dawna siedziba urzędu gminy Szombierki, znajdująca się przy ulicy Tatrzańskiej 2 w Bytomiu, budynek wpisany do gminnej ewidencji zabytków miasta Bytomia.

## Historia
Gmach został wybudowany w 1913 roku jako siedziba władz gminnych. Pełnił tę rolę do 1951 roku, kiedy gmina Chruszczów została włączona na statusie dzielnicy do Bytomia. Następnym właścicielem budynku zostało Przedsiębiorstwo Handlu Opałem i Materiałami Budowlanymi, które odsprzedało go prywatnej firmie Capital Consulting w 2007 roku.
Remont budynku trwał od marca do września 2009 roku, podczas którego gmach został m.in. ocieplony, pomalowany oraz gruntowanie zmodernizowany wewnątrz. W Starym Ratuszu znajdują się m.in.: oddział ING Bank Śląskiego, placówka Kasy Stefczyka, apteka, szkoła języków obcych oraz ośrodek szkolenia kierowców. Budynek został wpisany do gminnej ewidencji zabytków miasta Bytomia.

### Pomnik ofiar I wojny światowej
Przed ratuszem znajdował się wybudowany w 1935 roku pomnik ku czci 158 mieszkańców Szombierek poległych podczas I wojny światowej. Na okrągłym cokole znajdował się moździerz rosyjski zdobyty pod Kownem. Pomnik został zburzony w 1945 roku natomiast cokół usunięto podczas zagospodarowywania terenu przed Starym Ratuszem w 2009 roku.